# 오산 금암리 지석묘군
오산 금암리 지석묘군(烏山 錦岩里 支石墓群)은 대한민국 경기도 오산시 금암동에 있는 지석묘군이다. 1988년 12월 2일 경기도의 기념물 제112호로 지정되었다.

## 개요
지석묘는 청동기시대의 대표적인 무덤으로 고인돌이라고도 부르며, 주로 경제력이 있거나 정치권력을 가진 지배층의 무덤으로 알려져 있다.
우리나라의 고인돌은 4개의 받침돌을 세워 돌방을 만들고 그 위에 거대하고 평평한 덮개돌을 올려 놓은 탁자식과, 땅 속에 돌방을 만들고 작은 받침돌을 세운 뒤 그 위에 덮개돌을 올린 바둑판식으로 구분된다.
경기도 오산시 금암동에 위치한 9기의 바둑판식 고인돌이며, 덮개돌은 땅 위에 드러나 있지만 하부구조는 흙속에 묻혀 있어 자세하게 알 수 없다. 고인돌 가운데 규모가 큰 것은 덮개돌의 길이가 6m 정도이다. 덮개돌의 윗면에 수직으로 파인 알구멍<성혈(性穴)>이 있는 고인돌(2호 고인돌)이 있는데, 구멍의 파인 모양으로 보아 쇠붙이를 이용하여 만들어진 것 같다. 알구멍은 풍년을 빌거나 자식 낳기를 기원하는 의미에서 만들었다고 하지만 정확하게는 알려져 있지 않다.

## 같이 보기
- 고인돌

## 참고 자료
- 오산금암리지석묘군 - 국가유산청 국가유산포털